# Периодические коллоидные структуры

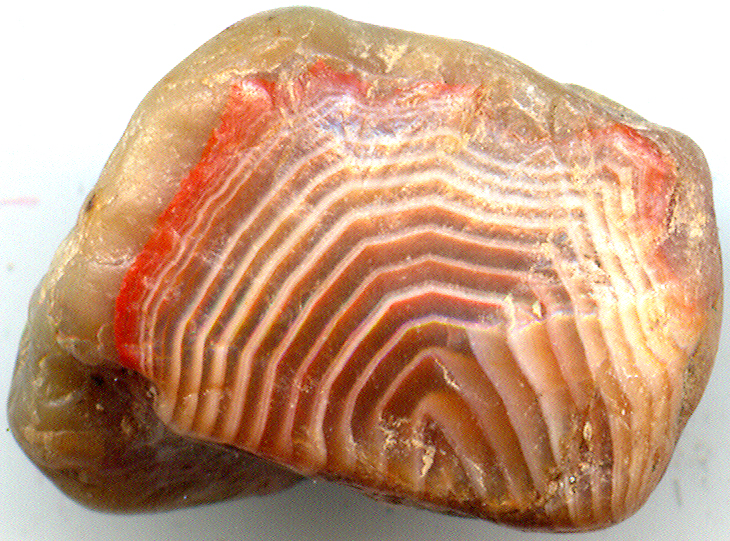
Структура агата — пример периодической коллоидной системы

Периодические коллоидные структуры — высокоорганизованные коллоидные системы, имеющие определённый порядок расположения дисперсных частиц относительно друг друга.

## Образование периодических коллоидных систем
Образование периодических коллоидных структур объясняет теория устойчивости гидрофобных золей - теория ДЛФО (теория Б.В. Дерягина, Л.Д. Ландау, Э. Фервея и Т. Овербека). Одно из следствий этой теории состоит в том, что взаимодействие дисперсных частиц в коллоидном растворе определяет соотношение между высотой потенциального барьера, обусловленного электрическим отталкиванием, и глубиной потенциальных ям на графике зависимости энергии взаимодействия от расстояния между частицами. Если глубина потенциальной ямы (дальнего минимума) велика (намного больше тепловой энергии), то при любой высоте потенциального барьера реализуется дальнее взаимодействие двух дисперсных частиц на расстоянии 2h друг от друга. Это расстояние составляет примерно 100 нм. Частицы, оказавшиеся в этих потенциальных ямах, уже не могут сблизиться или удалиться друг от друга. Однако к ним могут присоединиться (на таком же удалении) другие дисперсные частицы, образуя при этом периодические коллоидные структуры.

## Примеры периодических коллоидных структур

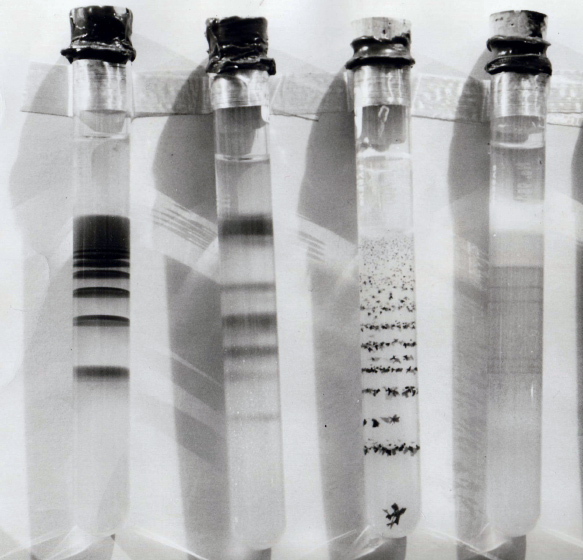
Структуры Лизеганга

- Слои Шиллера — коагуляционные осадки пластинчатых частиц. Имеют толщину около 100 нм. Располагаются параллельными горизонтальными слоями.
- Тактоиды — анизотропные стержнеобразные агрегаты дисперсных частиц. Образуются при достаточно высокой концентрации золей, частицы которых сами имеют анизотропную форму.
- Биконтинуальные дисперсные системы — значительное число систем, в которых обе фазы непрерывны и пронизывают друг друга.
- Кольца и слои Лизеганга — концентрические кольца, которые образуются при периодическом осаждении каких-либо соединений.

Кроме того, ПКС образуют монодисперсные золи металлов, латексы, золи пятиокиси ванадия, вирусы и бактерии.

## Общие свойства периодических коллоидных структур
Характерная особенность периодических коллоидных структур – определенная степень упорядочения в расположении её структурных элементов. Механические  свойства ПКС определяются наличием в ней пространственной сетки из взаимодействующих  дисперсных частиц и жидких прослоек. Правильной решеткой, имеющей те или иные дефекты, обладают тактоиды, бактерии, гели тактоидного строения и многие дисперсии с ограниченным объемом, к которым относят и слои Шиллера. Сравнительно слабое сцепление монодисперсных микрообъектов, позволяет им легко перемещаться и занимать места в узлах решетки.
ПКС являются пластичными или квазипластичными  твердыми телами с присущим для них характерным сочетанием прочности, упругости, пластичности и вязкости.
В ПКС существуют прослойки между дисперсными частицами,что обуславливает специфичные свойства, такие как пептизация и синерезис. Пептизация многих дисперсных систем происходит при простом контакте их с дисперсионной средой (набухание глин). Синерезис – уплотнение дисперсной фазы геля – определяется переходом коллоидных частиц через разделяющий их барьер. Синерезису  способствуют все факторы, ускоряющие коагуляцию: увеличение концентрации частиц и электролита, добавки неэлектролитов – коагуляторов (например, спирта), повышение температуры.